# Sok mleczny

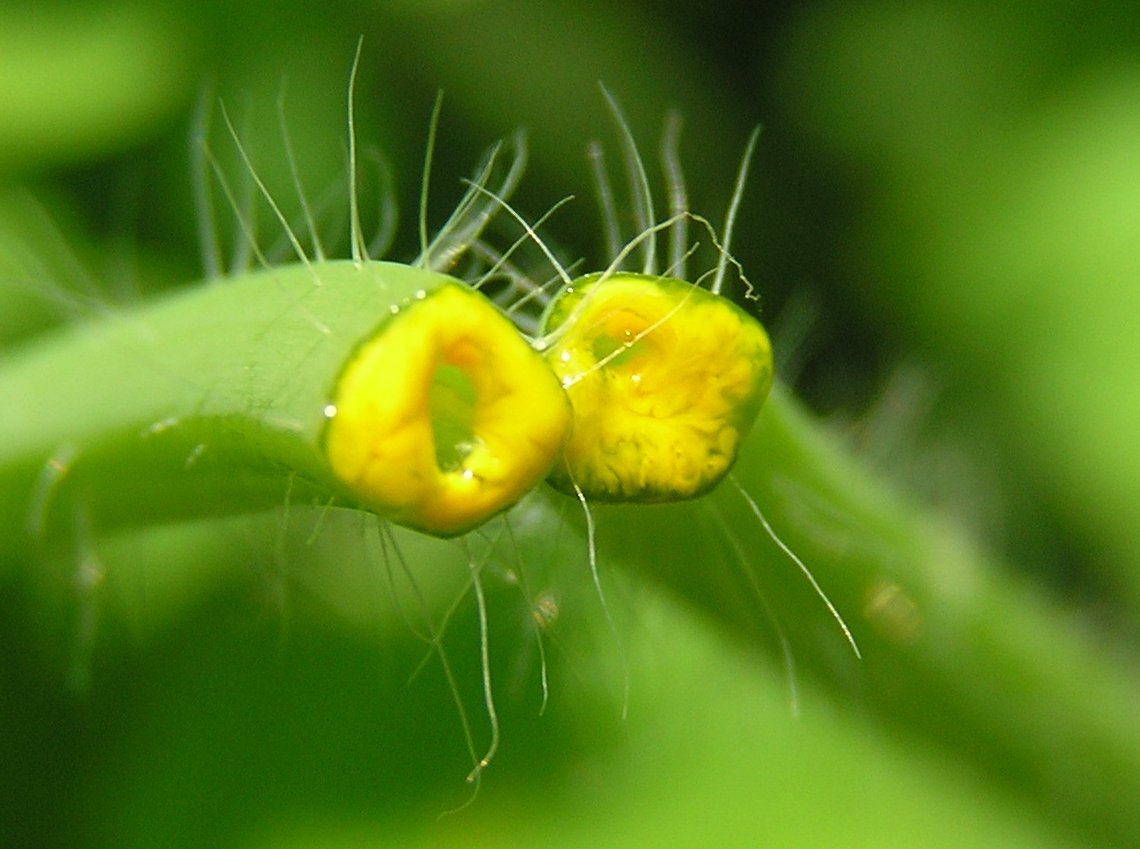
Wyciekający sok mleczny z przełamanej łodygi glistnika jaskółcze ziele

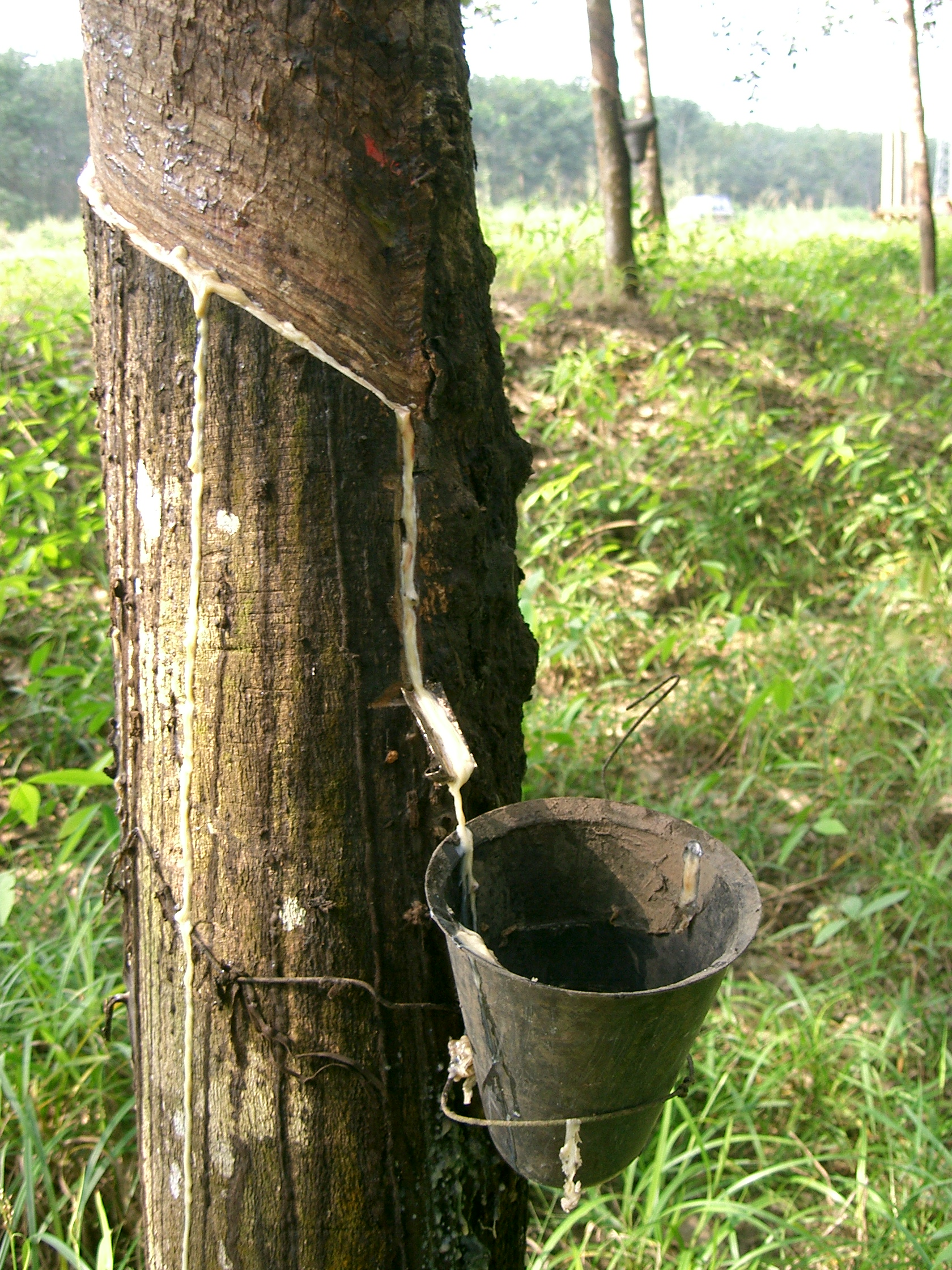
Pozyskiwanie soku mlecznego z kauczukowca brazylijskiego

Sok mleczny, lateks naturalny – nieprzezroczysta zawiesina wodna gromadzona w wakuolach komórek mlecznych roślin. Skład chemiczny, wielkości cząstek zawiesiny i jej barwa oraz wydzielane ilości soku mlecznego są zróżnicowane w zależności od gatunku rośliny. W skład zawiesiny wchodzić mogą z różnym udziałem: węglowodany (w tym skrobia), żywice, woski, gumy, białka, olejki lotne, alkaloidy, garbniki, kauczuk i inne związki chemiczne, udział wody wynosi 50–80%. Sok mleczny najczęściej ma barwę białą, bywa też żółty i pomarańczowy. Obecność lub brak soku mlecznego i jego barwa wykorzystywana jest jako cecha taksonomiczna. 
Sok mleczny posiadają m.in. przedstawiciele makowatych, wilczomleczowatych i astrowatych. 
Sokiem mlecznym nazywany jest też biały lub innej barwy płyn wydzielający się z uszkodzonych owocników niektórych gatunków grzybów (zobacz: mleczko).

## Zastosowanie
Sok mleczny niektórych roślin ma znaczenie użytkowe – może służyć do wyrobu kauczuku naturalnego, gutaperki oraz produktów leczniczych lub narkotycznych (np. lactucarium, opium). Głównym gatunkiem dostarczającym surowca do produkcji kauczuku naturalnego jest kauczukowiec brazylijski, którego sok mleczny zawiera od 20 do 60% kauczuku. Inne gatunki użytkowe do wytwarzania kauczuku to pozostali przedstawiciele rodzaju  kauczukowiec (Hevea), poza tym figowce (Ficus) oraz mniszek kok-sagiz (Taraxacum kok-saghyz). W sumie znanych jest ok. 200 gatunków roślin kauczukodajnych.
W celu produkcji kauczuku naturalnego sok mleczny stabilizowany jest substancjami alkalicznymi np. amoniakiem. Ostateczny produkt w postaci kauczuku naturalnego stanowiącego surowiec w przemyśle gumowym uzyskuje się w wyniku koagulacji i zagęszczenia. Zagęszczenie zawartości kauczuku wykonywane jest zwykle poprzez odwirowanie lub częściowe odparowanie wody. Koagulacja następuje po zakwaszeniu, zamrożeniu lub dodaniu soli rozpuszczalnych w wodzie.